# Ферара (Торино)
Ферара (итал. Ferrara) је насеље у Италији у округу Торино, региону Пијемонт.
Према процени из 2011. у насељу је живело 24 становника. Насеље се налази на надморској висини од 385 м.